# Czerwonka (gmina w województwie olsztyńskim)
Czerwonka – dawna gmina wiejska istniejąca w latach 1946–1954 w woj. olsztyńskim (dzisiejsze woj. warmińsko-mazurskie). Siedzibą władz gminy była Czerwonka (Mazurska).
Gmina Czerwonka powstała po II wojnie światowej na terenie tzw. Ziem Odzyskanych. 28 czerwca 1946 roku jako jednostka administracyjna powiatu reszelskiego gmina weszła w skład nowo utworzonego woj. olsztyńskiego. Według stanu z 1 lipca 1952 roku gmina była podzielona na 11 gromad: Biesowo, Biesówko, Cegielnia, Czerwona, Łabuchy, Nojdymowo, Stryjewo, Węgój, Wilimy, Zarębiec i Zerbuń.
Gmina została zniesiona 29 września 1954 roku wraz z reformą wprowadzającą gromady w miejsce gmin. Jednostki nie przywrócono 1 stycznia 1973 roku po reaktywowaniu gmin.